# كاري أ. تريمبل
كاري أ. تريمبل هو سياسي أمريكي، ولد في 13 سبتمبر 1813 في هيلزبورو في الولايات المتحدة، وتوفي في 4 مايو 1887 في كولومبوس في الولايات المتحدة. نشط حزبياً في الحزب الجمهوري. وقد انتخب عضو مجلس النواب الأمريكي ‏.